# Alacurt de la Xina
L'alacurt de la Xina (Brachypteryx sinensis) és una espècie d'ocell de la família dels muscicàpids (Muscicapidae). Es troba al sud de la Xina. El seu hàbitat natural són els boscos tropicals i subtropicals de frondoses humits de l'estatge montà. El seu estat de conservació és de risc mínim.